# Thị Texas
Thị Texax (danh pháp hai phần: Diospyros texana) là một loài thực vật thuộc Chi Thị bản địa trung và tây Texas và tây nam Oklahoma ở Hoa Kỳ, và đông Chihuahua, Coahuila, Nuevo León, và Tamaulipas ở đông bắc México. Tên gọi thông dụng trong tiếng Anh gồm Texas Persimmon, Mexican Persimmon và "black persimmon". Trong tiếng Tây Ban Nha nó có tên gọi Chapote, Chapote Manzano, hay Chapote Prieto, tất cả đều có nguồn gốc từ một từ của Nahuatl tzapotl. Từ này đề cập đến nhiều loài cây có quả.
Chúng sinh sống trên các sườn núi đá khô cằn. Quả nhỏ hơn của cây thị châu Phi, được nhiều loài chim và thú ăn. Nó đã từng được người Mỹ bản địa dùng làm thuốc nhuộm để thuộc da.

## Mô tả
Thị Texas là cây nhiều cành với tuổi thọ 30-50 năm. Nó thường cao 3 m (9,8 ft) nhưng có thể cao đến 12 m (39 ft) on good sites. Vỏ cây mịn, xám hơn đỏ nhẹ, và vỏ cây trưởng thành tróc ra để lộ ra sắc thái của màu hồng, trắng, và màu xám trên thân cây.
D. texana là cây chủ của loài sâu bướm Strymon melinus và Callophrys henrici